# Ярослав (град)
Вижте пояснителната страница за други значения на Ярослав.
Яро̀слав (на полски: Jarosław; на украински: Ярослав) е град в Югоизточна Полша, Подкарпатско войводство. Административен център е на Ярославски окръг, както и на селската Ярославска община, без да е част от нея. Самият град е обособен в самостоятелна градска община с площ 34,61 км2.

## География
Градът се намира в историческата област Червена Рус. Разположен е край двата бряга на река Сан, на 34 километра северозападно от Пшемишъл, на 52 километра източно от Жешов и на 128 километра западно от Лвов.

## История
Селището е основано от киевския велик княз Ярослав I Мъдри през 1031 г. Получава градски права през 1323 г. Присъединен е към Полша от крал Кажимеж III Велики, по време на неговата кампания срещу Галичко – Волинското княжество. В периода 1975 – 1998 година е част от Пшемишълското войводство.

## Население
Според данни от полската Централна статистическа служба, към 1 януари 2014 г. населението на града възлиза на 39 138 души. Гъстотата е 1 131 души/км2.

## Личности

### Родени в града
- Станислав Людкевич – украински композитор
- Зигфрид Липинер – австрийски писател
- Ерна Боген–Богати – унгарска фехтовачка, олимпийска медалистка
- Роман Кудлик – украински поет
- Тереса Марчевска – полска актриса
- Сам Шпигел – американски филмов продуцент

## Градове партньори[3]
- Михаловце, Словакия
- Оранж, Франция
- Дингелщет, Германия
- Вишков, Чехия
- Ужгород, Украйна
- Хуменне, Словакия
- Яворив, Украйна
- Свидник, Словакия